# Secció d'hoquei sobre patins del Futebol Clube do Porto
El Futebol Clube do Porto d'hoquei sobre patins és una de les seccions esportives en què competeix el FC Porto. Es tracta d'una de les seccions més exitoses del club, tant nacionalment com internacionalment, ja que l'hoquei sobre patins és un dels esports amb més tradició a Portugal.
La secció es fundà l'any 1955 i disputa els seus partits com a local al pavelló Dragão Arena.

## Història
La secció d'hoquei sobre patins del FC Porto és actualment l'equip portuguès amb més títols de Lliga amb un total de 25 títols, tenint una gran rivalitat en aquest aspecte amb el SL Benfica, que n'ha aconseguit 24.
Per altra banda, també és l'equip que més cops ha aconseguit alçar-se amb la Copa de Portugal, fent-ho amb un toal de 18 ocasions, alhora que n'ha estat finalista en 6 ocasions més. tanmateix, pel que fa a la Supercopa nacional, també és l'equip amb major nombre de títols amb 23, mentre que també ha estat finalista en 6 ocasions més.
A nivell internacional, el seu primer títol seria la Recopa d'Europa de 1982 enfront el Sporting CP a la final. Aquest títol el tornaria a guanyar a la següent temporada, en aquesta ocasió enfront del SL Benfica. D'aquesta competició també en serien finalistes l'any 1989, si bé, en aquella ocasió el guanyador a la final seria el Roller Monza italià.
També ha estat vencedor en dues ocasions de la Copa de la CERS, l'any 1994 guanyant al CP Vic a la final i l'any 1996 guanyant al CP Tordera a la final. L'any 2002 també arribaria a la final, però en aquella ocasió el vencedor seria el CP Voltregà.
Pel que fa a la màxima competició continental, s'ha de destacar que ha estat vencedor de la Copa d'Europa en tres ocasions: l'any 1986 derrotant al Hockey Novara a la final, l'any 1990 enfront l'AA Noia i l'any 2023 derrotant a l'AD Valongo a la final. Altrament ha estat finalista en 13 ocasions més els anys 1985, 1987, 1997, 1999, 2000, 2004, 2005, 2006, 2013, 2014, 2018, 2019 i 2021, essent de llarg l'equip que més finals ha perdut d'aquesta competició, sovint amb el FC Barcelona com a botxí.
Finalment, pel que fa a títols internacionals, destacar que ha guanyat en dues ocasions la Supercopa d'Europa i en una la Copa Intercontinental.
L'any 2015 fou considerat el 4t millor equip del món.

## Palmarès
A data de 2024, l'equip havia aconseguit els següents títols:

#### Internacional
- 3 Copes d'Europa: 1985-86, 1989-90, 2022-23.
- 2 Recopes d'Europa: 1981-82, 1982-83.
- 2 Copes de la CERS: 1993-94, 1995-96.
- 2 Supercopes d'Europa: 1985-86, 2022-23.
- 1 Copa Intercontinental: 2020-21

#### Nacional
- 25 Lligues de Portugal: 1982-83, 1983-84, 1984-85, 1985-86, 1986-87, 1988-89, 1989-90, 1990-91, 1998-99, 1999-2000, 2001-02, 2002-03, 2004-05, 2005-06, 2006-07, 2007-08, 2008-09, 2009-10, 2010-11, 2012-13, 2016-17, 2018-19, 2021-22, 2023-24.
- 19 Copes de Portugal: 1982-83, 1984-85, 1985-86, 1986-87, 1987-88, 1988-89, 1995-96, 1997-98, 1998-99, 2004-05, 2005-06, 2007-08, 2008-09, 2012-13, 2015-16, 2016-17, 2017-18, 2021-22, 2023-24.
- 23 Supercopes de Portugal: 1983-84, 1984-85, 1985-86, 1986-87, 1987-88, 1988-89, 1989-90, 1990-91, 1991-92, 1995-96, 1997-98, 1999-00, 2004-05, 2005-06, 2006-07, 2007-08, 2008-09, 2010-11, 2012-13, 2015-16, 2016-17, 2017-18, 2018-19
- 1 Elite Cup: 2022-23

## Jugadors destacats
| - "Ton" Baliu - Joan Ignasi Edo - Reinaldo García - Pedro Gil - Franklim Pais - António "Tó" Neves | - Vítor Hugo - Carlos Realista - António Alves - Pedro Alves - Paulo Alves |

## Entrenadors
- António Livramento (1998-1999)
- Franklim Pais[4]
- António "Tó" Neves
- Guillem Cabestany[5]